# Кохлиодонтообразные
Кохлиодонтообразные (Cochliodontiformes) — отряд вымерших морских хрящевых рыб. Существовали с каменноугольного по пермский периоды. Их окаменелости обнаружены на территории Евразии и Северной Америки. Близки к современным к химерообразным.

## Внешний вид и строение
Внешне кохлиодонтообразные напоминали длиннотелые, уплощенные переходные формы между примитивными акулами и современными химерообразными. Каждая половина верхней и нижней челюсти была покрыта длинной, спирально изогнутой зубной пластинкой. Перед ним могли быть зубы поменьше. Зубные пластины были очень похожи на таковые у юрских химерообразных. Поперечные линии на зубных пластинках позволяют предположить, что они образовались в результате слияния нескольких отдельных зубов.
Кохлиодонтообразные являются близкими родственниками химерообразных и считаются их сестринской группой. Как и у химерообразных, их верхняя челюсть полностью сращена с «мозговым черепом».

## Классификация
По данным сайта Paleobiology Database, на апрель 2024 года в отряд включают два семейства, сестринским таксоном которых является род Solenodus, с единственным видом Solenodus crenulatus. Семейство Cochliodontidae включает 29, а семейство Psephodontidae — 2 рода:
- - †Solenodus Trautschold, 187
- †Cochliodontidae Owen, 1867
  - †Aspidodus Newberry and Worthen, 1866
  - †Chitonodus Stjohn and Worthen, 1883
  - †Cochliodus Agassiz, 1838
  - †Cranodus Trautschold, 1879
  - †Cyrtonodus Davis, 1884
  - †Deltodopsis St John and Worthen, 1883
  - †Deltodus Morris and Roberts, 1862
  - †Dichelodus Giebel, 1857
  - †Diplacodus Davis, 1884
  - †Erismacanthus M’Coy, 1848
  - †Helodopsis Waagen, 1879
  - †Icanodus Miller, 1892
  - †Orthopleurodus St John and Worthen, 1880
  - †Oxytomodus Trautschold, 1880
  - †Paecilodus Agassiz, 1843
  - †Periplectrodus St John and Worthen, 1875
  - †Platyodus Newberry, 1875
  - †Pleurodus Agassiz, 1843
  - †Pleuroplax Woodward, 1889
  - †Poecilodus Agassiz, 1843
  - †Rhamphodus Davis, 1883
  - †Sandalodus Newberry and Worthen, 1866
  - †Stenopterodus St John and Worthen, 1883
  - †Streblodus Agassiz, 1843
  - †Taeniodus St John and Worthen, 1883
  - †Trigonodus Newberry and Worthen, 1866
  - †Vaticinodus St John and Worthen, 1883
  - †Venustodus St. John and Worthen, 1875
  - †Xystrodus Plieninger, 1860
- †Psephodontidae Zangerl, 1981
  - †Kanodus Lebedev, 2014
  - †Psephodus Morris and Roberts, 1862